# Mistinguett
Pour les articles homonymes, voir Bourgeois.
Jeanne Florentine Bourgeois, dite Mistinguett, née le 3 avril 1875 à Enghien-les-Bains (Seine-et-Oise) et morte le 5 janvier 1956 à Bougival (Seine-et-Oise), est une danseuse, chanteuse et actrice française.

## Biographie
Fille d'Antoine Bourgeois, travailleur journalier de 31 ans, et de Jeannette Debray, couturière de 21 ans, Jeanne Florentine Bourgeois naît au 5 de la rue du Chemin-de-Fer (actuelle rue Gaston Israël) à Enghien-les-Bains. La famille travaillant comme garde-barrière déménage à Soisy-sous-Montmorency où elle passe son enfance.
Après avoir suivi des cours de danse, de théâtre, de chant et de maintien avec l'actrice de vaudeville Alice Ozy, elle commence sa carrière en 1885 : dans le train qui l'amène à Paris pour ses leçons de violon avec Boussagol, de l'Opéra de Paris, elle rencontre Saint-Marcel, responsable de revue au Casino de Paris, qui l'engage pour le lever de rideau : le 5 décembre 1893, elle monte sur scène avec le trac, entonnant son air La Môme du Casino.

### Origine du pseudonyme
Elle cherche sa vocation, sa voix et son nom de scène. Saint-Marcel lui donne le surnom de Miss Hélyett (s'inspirant du nom de l'héroïne de Miss Helyett, l'opérette en vogue de Maxime Boucheron et Edmond Audran alors à l'affiche aux Bouffes-Parisiens depuis fin 1890), déformé peut-être phonétiquement par le caprice de ses employeurs en Miss Tinguette, Mistinguette, et pour simplifier, elle supprime le e final afin de donner plus de force au graphisme. Selon un article paru en 1939, son pseudonyme de Miss Tinguette aurait été inspiré à Saint-Marcel alors qu’elle chantait l'air de La Vertinguette, une de ses chansons à succès du moment. Selon un entretien rapporté en 1912, la chanteuse aurait déclaré :
« Un jour, j'ai rencontré un « auteur » qui m'a dit : « Toi, tu as le genre anglais, tu devrais t'appeler Miss… J'ai justement une chanson La Mistinguo. » Et c'est en chantant : Ô la Mistinguo, Ô la Mistinguette ! que je devins Miss Tinguette, puis Mistinguett tout court, court comme mes cheveux. »
Elle entre en 1894 au Trianon-Concert où elle lance Max, Ah c'que t'es rigolo, mais sans grand succès.
De 1897 à 1907, elle se produit à l'Eldorado en chanteuse comique, en « gommeuse épileptique », en gigolette, et découvre petit à petit l'art de tenir la scène. Après avoir appris à pallier son insuffisance vocale par un brin de comédie, une mimique unique, une voix gouailleuse et des pas de danse, elle en sort vedette consacrée. Le public commence à l'aimer.

### Accès à la notoriété

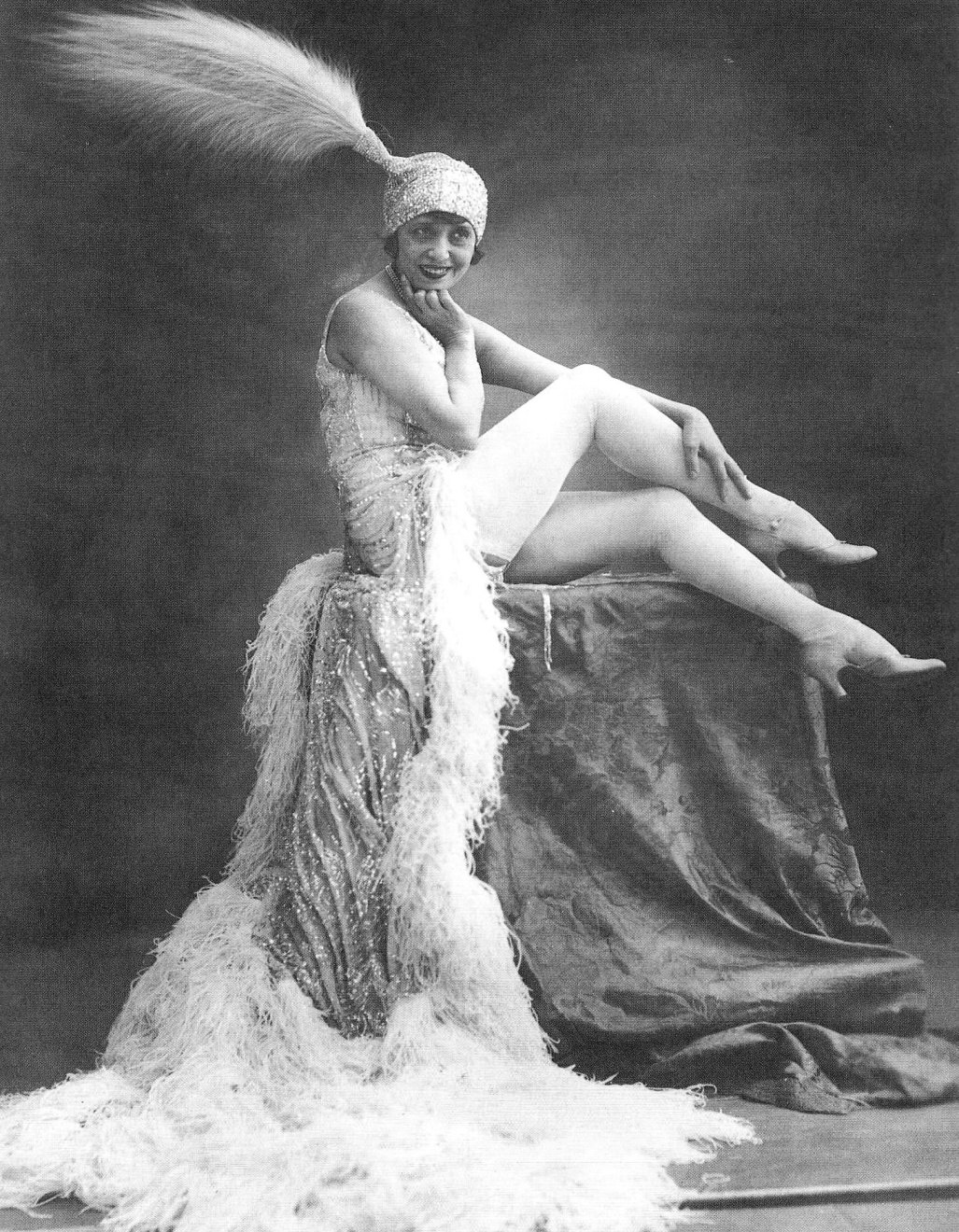
Mistinguett au Moulin Rouge en 1911.

Après sa rencontre avec Jacques-Charles (1882-1971) — considéré comme le « père de la revue moderne » — elle fait ses débuts sur la scène du Moulin-Rouge, le 29 juillet 1907, dans « La Revue de la Femme ». Très vite, son talent éclate au grand jour. L'année suivante Max Dearly la choisit comme partenaire pour créer « La Valse chaloupée », toujours au Moulin-Rouge, et c'est un nouveau triomphe. Mistinguett, née dans une famille modeste, a un sens indéniable de la repartie. Elle a voulu construire sa vie et dit « La banlieue, n’en sort pas qui veut. J’avais un don : la vie. Tout le reste, reste à faire, à penser. Je n’ai pas pu me permettre d’être un bel animal, il a fallu penser à tout. » Puis, dans la revue La Revue, c'est La Valse renversante avec Maurice Chevalier aux Folies Bergère en 1912, qui donnera lieu à une histoire d'amour longue de dix ans. Le couple est surnommé par la presse « les danseurs obsédants ».
Elle se rapproche de sa tante, qui était matelassière à Montlignon, en achetant une maison, dans le même village, où elle donne naissance, le 8 juillet 1901, à un enfant naturel, Léopold-Marcel-Jean Bourgeois (décédé en 1971). Le père, Léopold de Lima, reconnaît son fils le 27 mars 1903,.
En 1908, elle tourne son premier film L'Empreinte ou la Main rouge de Paul-Henry Burguet et, pendant quelques années, elle alterne pièces de théâtre, revues et films, expériences qui lui seront profitables pour devenir finalement la « Mistinguett » telle qu'on la connaît et telle qu'elle le restera jusqu'à la fin de sa longue carrière. Au cinéma, jusqu'en 1917, elle tourne dans de nombreux films muets, travaillant avec des réalisateurs comme Michel Carré, Albert Capellani, Georges Monca, Georges Denola, Henri Diamant-Berger, Augusto Genina ou André Hugon .

### Espionnage pendant la Grande Guerre
Lorsque la Première Guerre mondiale éclate, Maurice Chevalier est blessé au front et fait prisonnier en Allemagne. Voulant le faire libérer, elle se porte volontaire pour jouer le rôle d'espionne. Elle offre ses services au général Gamelin et est autorisée à circuler librement en Europe : elle récolte de nombreux renseignements du prince allemand de Hohenlohe alors à Berne ou du roi Victor-Emmanuel III en Italie. Elle parvient à faire libérer son amant en 1916 grâce à ses relations avec le roi d'Espagne Alphonse XIII.
En 1918, elle succède à Gaby Deslys au Casino de Paris, sous la direction de Léon Volterra, dont elle reste la vedette incontestée jusqu'en 1925. Dans les années 1920, elle enchaîne les opérettes à succès : Paris qui danse, Paris qui jazz, En douce, Paris qui Brille!, Ça, c'est Paris. Durant cette période, avec successivement Harry Pilcer, Earl Leslie, Jean Gabin, Lino Carenzio, Georges Guétary, elle est la Miss des grandes revues qui feront accourir le Tout-Paris.

À partir de 1916, elle s'entiche d'un tout jeune affichiste de 16 ans nommé Charles Gesmar. Jusqu'à ce qu'il meure en 1928, il lui dessine nombre d'affiches et de costumes qui font sa gloire dans les années 1920. Il est son confident au point d'habiter sur son palier et de la surnommer « Maman ».

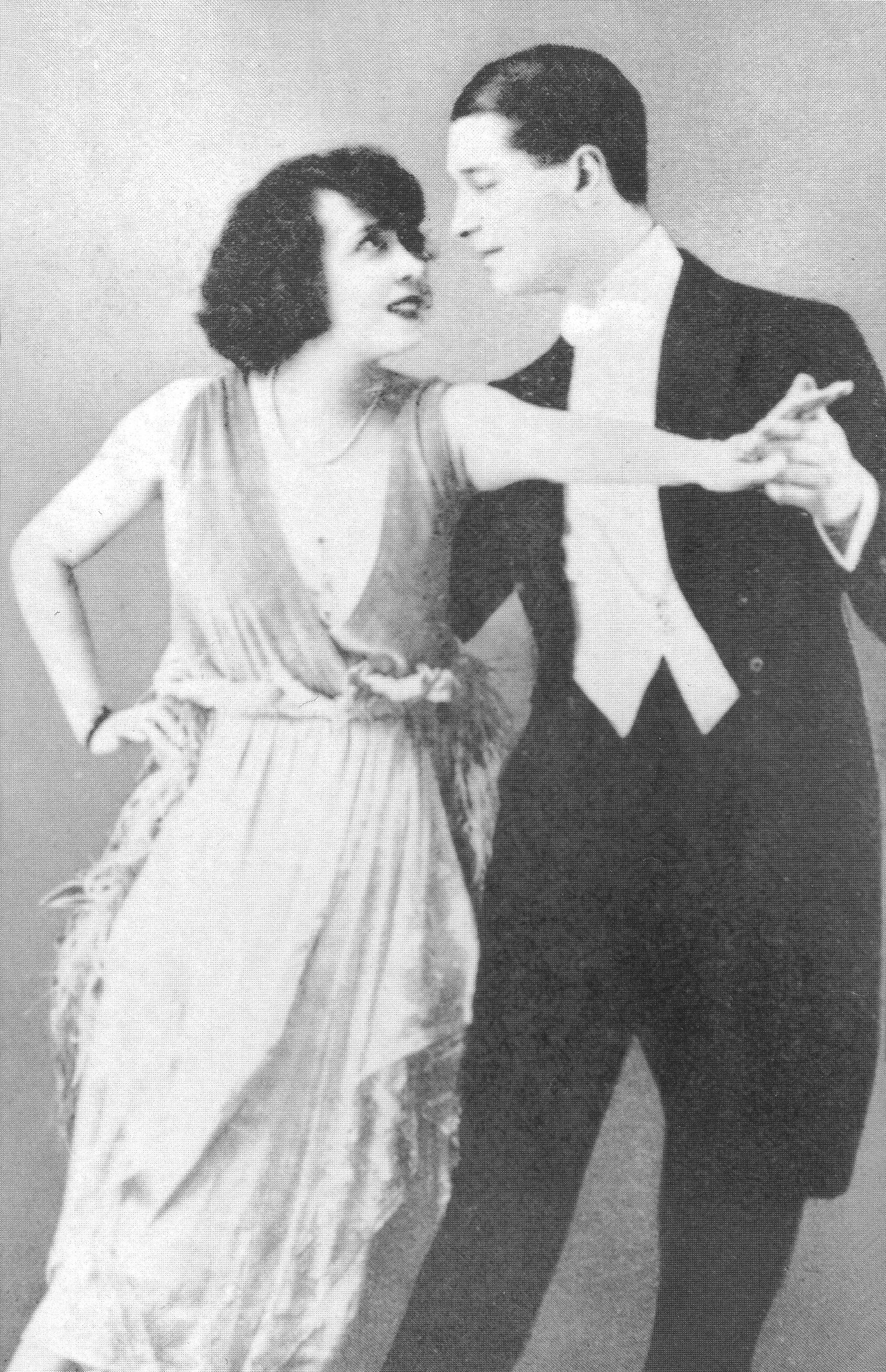
Maurice Chevalier et Mistinguett en 1910.
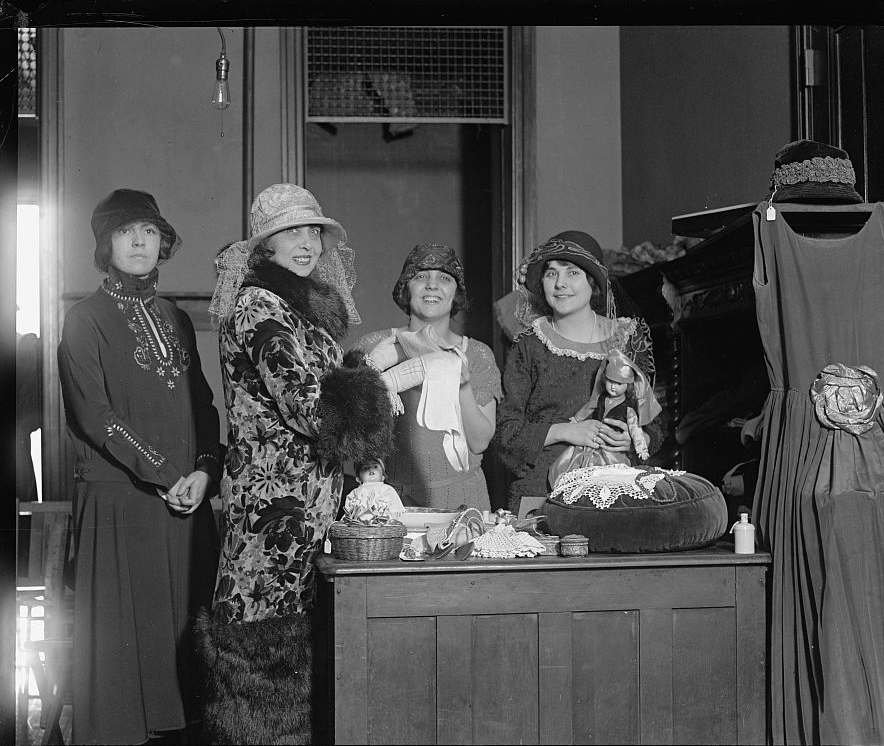
Aux États-Unis en 1924.
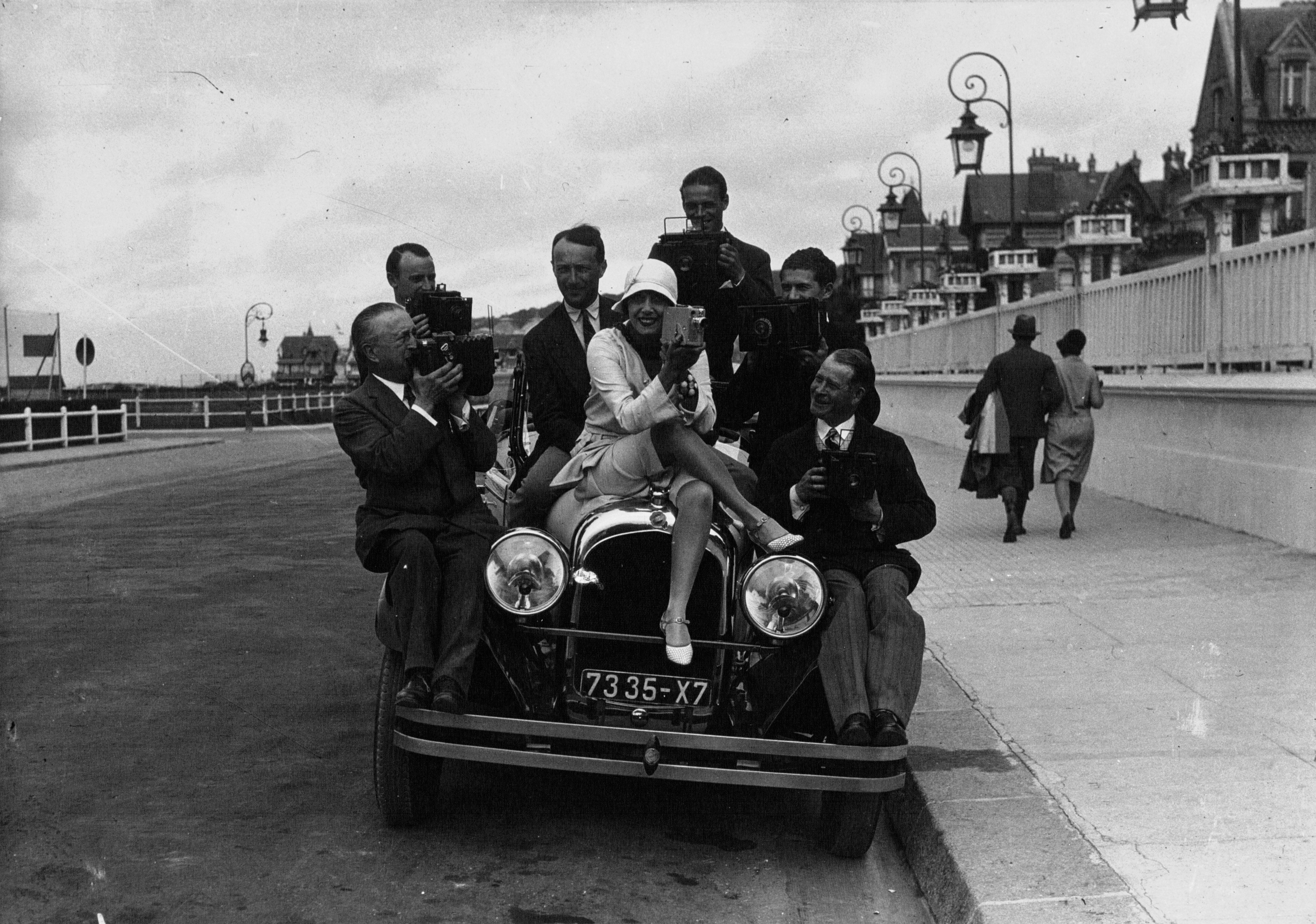
Mistinguett avec un groupe de photographes à Deauville sur sa Chrysler (1929).
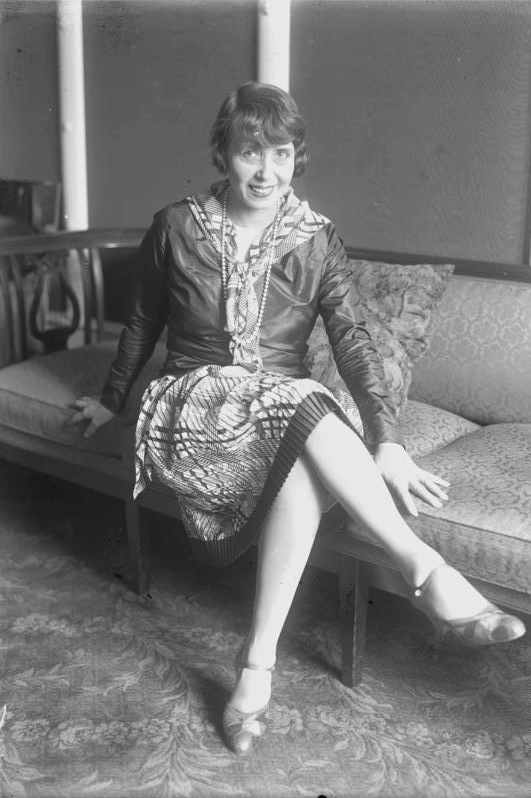
Mistinguett (1931).
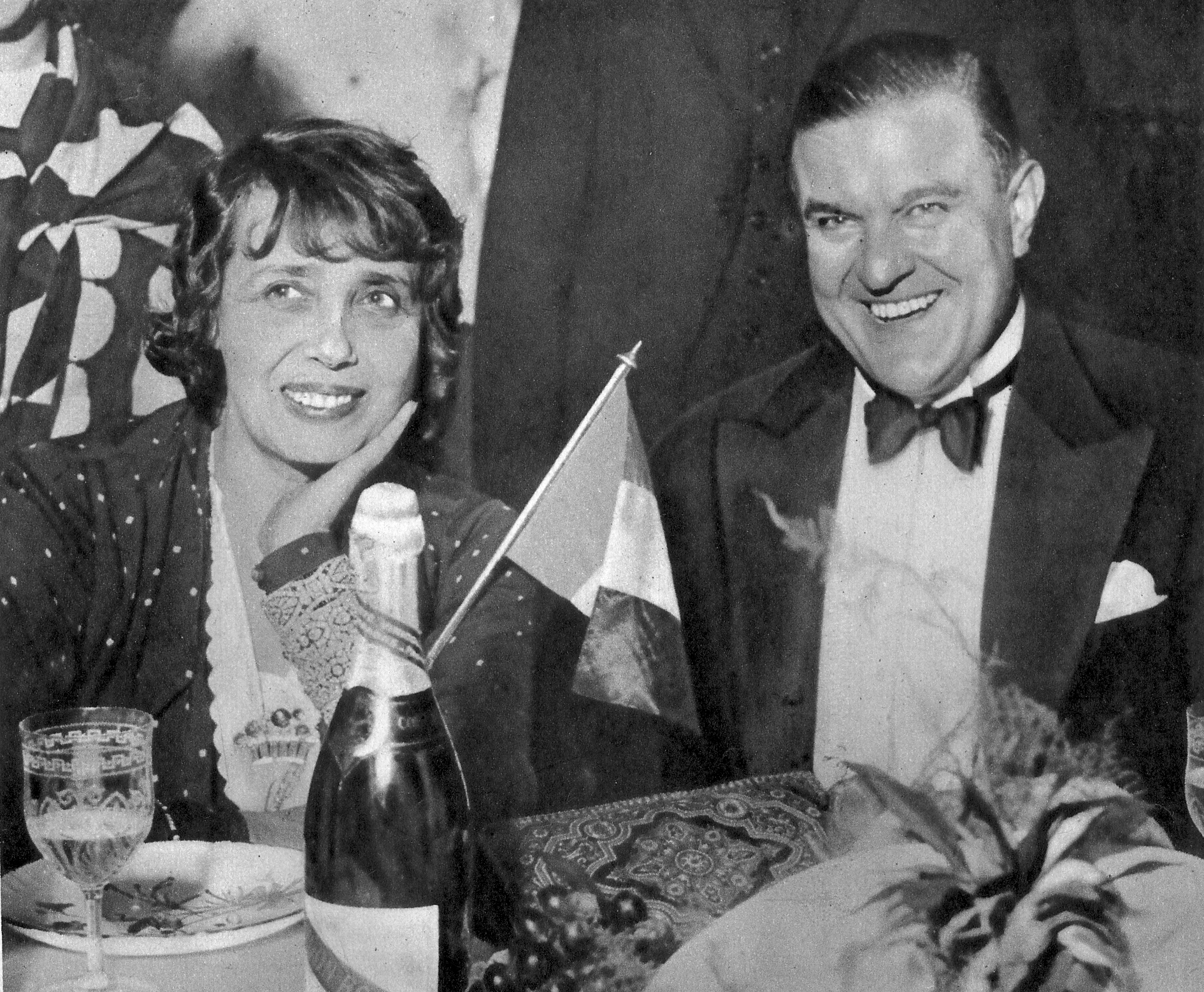
Mistinguett avec le directeur de revue suédois Ernst Rolf à Stockholm (1931).
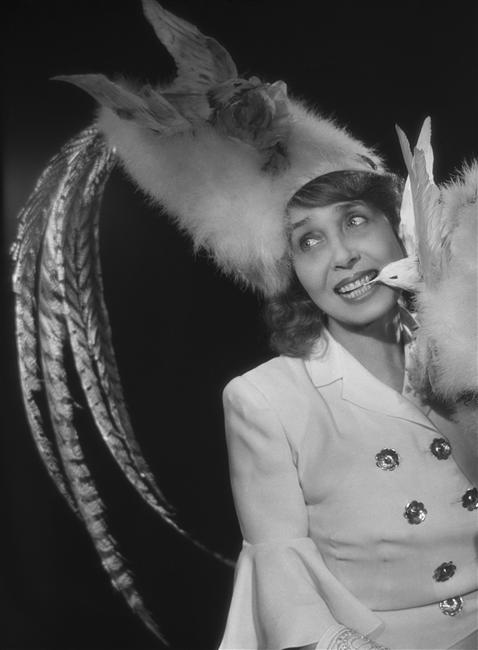
Par le Studio Harcourt en 1939, elle a 64 ans.
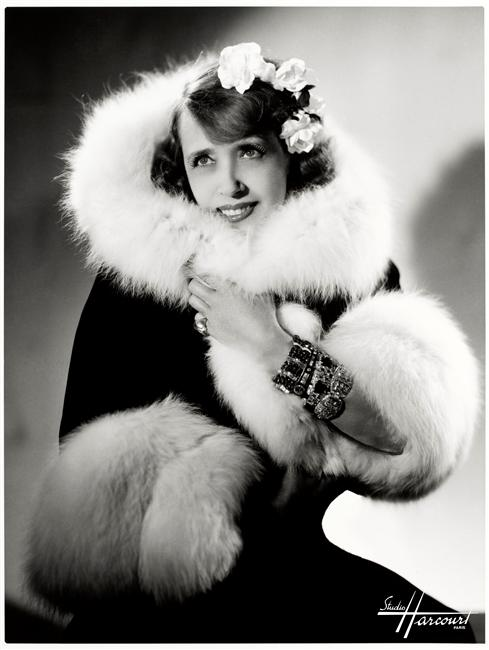
Par le Studio Harcourt en 1939.
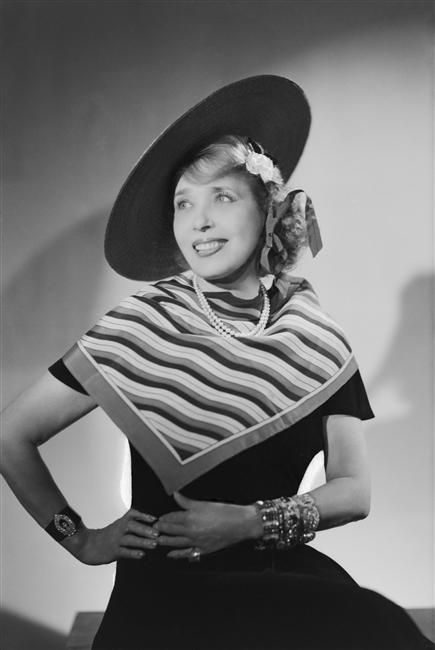
Par le Studio Harcourt en 1942
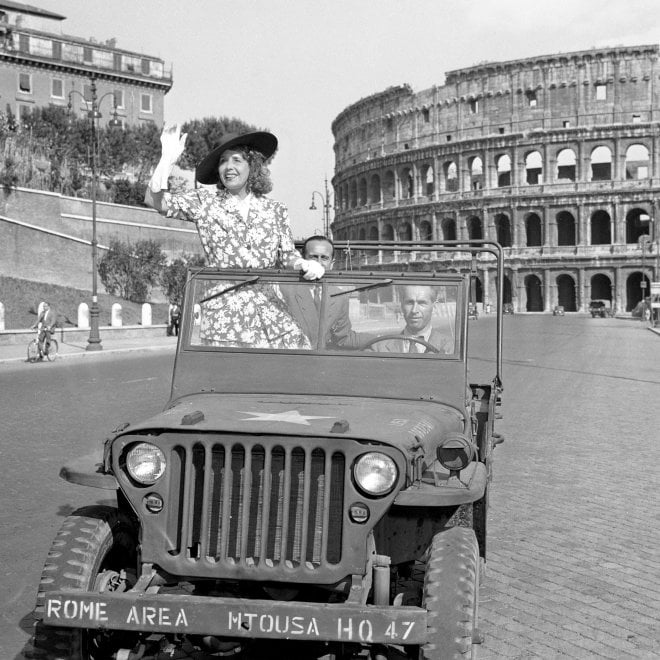
A Rome en 1950

### Tournées en Amérique latine

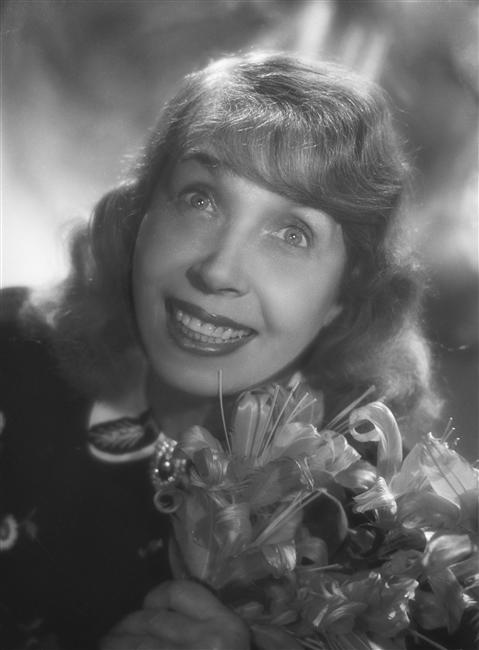
Mistinguett en 1944 (photo studio Harcourt).

En 1923, 1924 et 1925, elle fait les tournées sud-américaines avec la troupe du Ba-Ta-Clan de Madame Rasimi. Elle et son partenaire et amant le chorégraphe Earl Leslie arrivent le 16 juin 1923 à Buenos Aires. Elle apparaît avec Maurice Chevalier.
Elle est la vedette du grand bal d’ouverture du Copacabana Palace, à Rio de Janeiro, en 1923.
Devenue une gloire nationale, elle chante Ça c'est Paris composé par Jose Padilla, Mon homme sur les paroles d'Albert Willemetz, qui écrit aussi pour elle de nombreuses chansons et revues pour les Folies Bergère et jusqu'aux États-Unis, telle Valencia en 1927 qui fut un immense succès. Image type de la Parisienne, elle fut en concurrence avec Joséphine Baker. En 1937, elle tourne son premier film parlant, Rigolboche.

### Mort

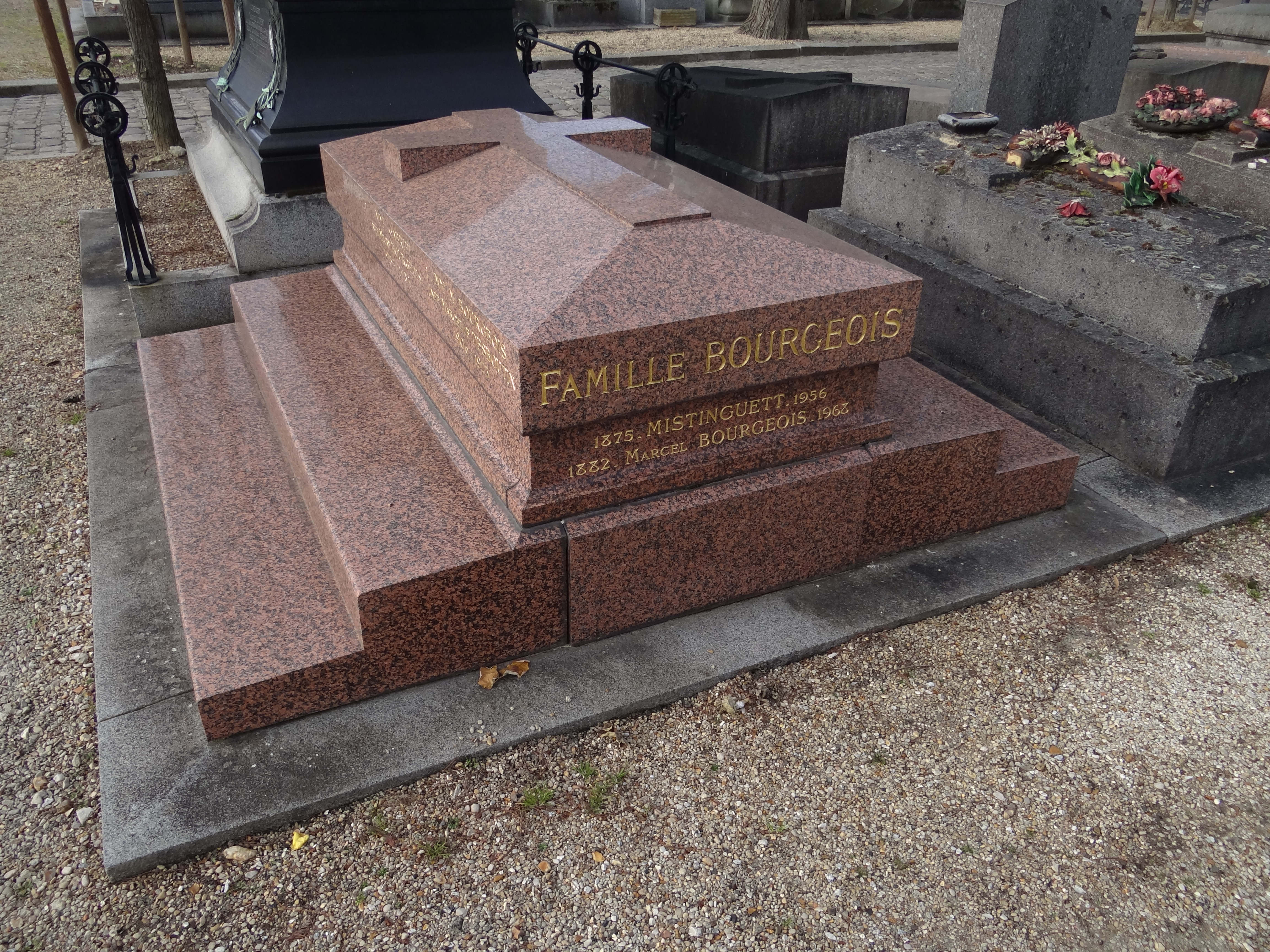
La tombe de Mistinguett au cimetière nord d'Enghien-les-Bains (Val-d'Oise).

Mistinguett meurt début 1956 à Bougival — d'une congestion cérébrale — à l'âge de 80 ans. Elle est enterrée au cimetière nord d'Enghien-les-Bains, sa ville natale.

## Chansons
Valencia, La Java de Doudoune, Fleur d'Amour, Le Fado, Tout ça c'est pour vous, Moineau de Paris, ... de José Padilla, compositeur qu'elle considère comme « son favori ».
C'est vrai… On dit que j'ai de belles gambettes (1933) faisant référence à ses jambes magnifiées par les plumes, les « plus belles jambes de Paris », qu'elle fait assurer pour 500 000 francs en 1919 (l'équivalent de 793 035,03 euros d'aujourd'hui).

### Quelques affiches de spectacles

Dans Marjolaine, jouant Hélyett (affiche de Georges de Feure, 1896).
Affiche de Daniel de Losques (avant 1915).
Affiche de 1920, au Casino de Paris.
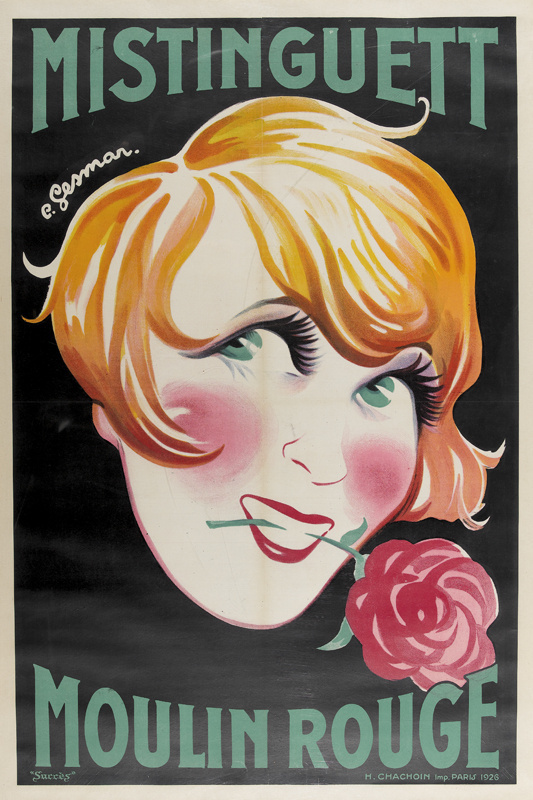
Affiche du Moulin Rouge par Charles Gesmar (1926).

## Filmographie

### Comme actrice
- 1908 : L'Empreinte ou la Main rouge de Paul-Henry Burguet
- 1909 : Fleur de pavé de Michel Carré et Albert Capellani (300 m)[pertinence contestée]
- 1909 : La Fiancée récalcitrante (réalisation anonyme) : Solange
- 1909 : Un mari qui l'échappe belle (réalisation anonyme)
- 1909 : L'Enlèvement de Mademoiselle Biffin de Marc Janin
- 1909 : Ce bon docteur de Georges Monca : Mme Bistouri
- 1909 : Rigadin et la Jolie Manucure de Georges Monca
- 1910 : Acte de probité (réalisateur non identifié) : Alexandra Delbœuf
- 1910 : La Doctoresse de Georges Monca (160 m)
- 1910 : Les Timidités de Rigadin de Georges Monca (175 m) : la fiancée de Rigadin
- 1910 : Le Clown et le Pacha neurasthénique de Georges Monca : la ballerine Miss Tinguett
- 1910 : La Faute du notaire de Georges Denola (290 m) + scénariste
- 1910 : Le Jupon de la voisine ou Le Monsieur au pourboire de Georges Monca
- 1910 : Mimi Pinson / Mimi Pinson aime les roses blanches de Georges Monca
- 1910 : Rigadin et Miss Margett de Georges Denola
- 1910 : Une femme tenace de Georges Monca
- 1910 : Zizi la bouquetière de Georges Denola
- 1911 : Une petite femme bien douce de Georges Denola
- 1911 : L'Abîme de Georges Denola
- 1911 : Les Fiancés de Colombine de Georges Denola (155 m) : Colombine
- 1911 : La Doctoresse (Rigadin et la Doctoresse) de Georges Monca
- 1911 : Promenade d'amour de Georges Denola (105 m)
- 1911 : L'Agence Alice ou la Sécurité des ménages de Georges Monca (185 m) : Alice
- 1911 : L'Épouvante (ou Le Coucher d'une étoile) d'Albert Capellani  (235 m) : la star de music-hall
- 1911 : La Bonne à tout faire / La Servante de Georges Denola (235 m) : Jeanne
- 1911 : La Cabotine de Georges Monca (210 m)
- 1911 : La Célibataire (réalisation anonyme) (210 m)
- 1911 : Les Deux Chemins (ou Les Deux Sœurs) d'Albert Capellani (290 m) : Rosa, la cadette
- 1911 : Léocadie veut se faire mannequin (réalisation anonyme) (250 m) : Clorinde
- 1911 : La Note de la blanchisseuse (ou Frisette, blanchisseuse de fin) de Georges Denola : Margot, la blanchisseuse
- 1911 : La Ruse de Miss Plumcake (ou À qui l'héritière ?) de Georges Denola : Miss Plumcake
- 1911 : Souris d'hôtel de Georges Denola (320 m)
- 1911 : La Vagabonde d'Albert Capellani (265 m)
- 1911 : La Fille des chiffonniers de Georges Monca
- 1912 : La Femme du barbier de Georges Monca (240 m) : Eudoxie
- 1912 : Une enfant terrible (réalisation anonyme)
- 1912 : L'Oubliée (réalisation anonyme) (250 m) : Anne-Marie
- 1912 : Le Coup de foudre de Georges Monca  (220 m)
- 1912 : La Folle de Penmarch d'Albert Capellani ou Georges Denola (255 m) : Yvonne
- 1912 : Bal costumé de Georges Monca (225 m), Mme Durozeau
- 1912 : À bas les hommes de Maurice Le Forestier (185 m)
- 1912 : La Vocation de Lolo de Georges Monca
- 1912 : Le Parapluie (réalisation anonyme) (215 m) : Angèle
- 1912 : Bal costumé de Georges Monca
- 1912 : Une bougie récalcitrante de Georges Monca (115 m)
- 1912 : La Glu d'Albert Capellani, dans le rôle de Fernande, dite « La Glu », adapté d'un roman de Jean Richepin
- 1912 : La Valse renversante (Les Danseurs obsédants) de Georges Monca  (165 m) : Mlle Zolo
- 1913 : Les Misérables d'Albert Capellani[24]
- 1913 : La Moche de Georges Denola (770 m)
- 1913 : La Glu d'Albert Capellani
- 1914 : Bigorno et Gaëtan font bonne fortune de Roméo Bosetti
- 1915 : La Double Blessure (La doppia ferita) d'Augusto Genina (1 300 m)
- 1915 : Vanna « sous réserve » de Louis Paglieri
- 1915 : Rigadin et Miss Margaret (Rigadin et Miss Marguett) de Georges Monca
- 1915 : Rigadin et la Jolie Manucure de Georges Monca
- 1915 : Chignon d'or d'André Hugon et Louis Paglieri (1 200 m) : Mistinguett
- 1916 : Sous la menace d'André Hugon (1 505 m)
- 1916 : Fleur de Paris d'André Hugon et Louis Paglieri (1 100 m) : Margot Panard et Mistinguett
- 1917 : Ils y viennent tous au cinéma d'Henri Diamant-Berger (1 500 m)
- 1917 : Mistinguett détective d'André Hugon et Louis Paglieri (1 235 m) : Mistinguett
- 1917 : Mistinguett détective 2 d'André Hugon et Louis Paglieri (978 m) : Mistinguett
- 1917 : Une soirée mondaine d'Henri Diamant-Berger
- 1928 : L'Île d'amour (Bicchi) de Jean Durand et Berthe Dagmar : Mistinguett et ses boys
- 1929 : Comme une fleur, paroles et musique de Jean Lenoir[25]. Interprétée précédemment par Fréhel en 1927.
- 1936 : Rigolboche de Christian-Jaque, film ressorti en (1941) sous le titre Reine de Paris : Lina Bourget
- 1942 : Les Coulisses de la radio de Gaston Thierry et Léo Giovanni, documentaire : Mistinguett
- 1946 : Paris 1900 de Nicole Vedrès, film de montage : Mistinguett
- 1955 : Carrousel des variétés (Carosello di varieta) d'Aldo Bonaldi et Aldo Quinti : Mistinguett

### Scénariste
- 1911 : Une petite femme bien douce de Georges Denola.

## Théâtre
- 1909 : La Valse chaloupée de Max Dearly, Théâtre des Variétés[26] avec aussi Damia, débutante[27].
- 1909 : L'Âne de Buridan de Robert de Flers et Gaston de Caillavet, théâtre du Gymnase.
- 1911 : Les Midinettes de Louis Artus, théâtre des Variétés.
- 1912 : Le Bonheur sous la main de Paul Gavault, théâtre des Variétés.
- 1913 : L'Institut de Beauté, comédie en trois actes, d'Alfred Capus, théâtre des Variétés.

## Hommages, postérité

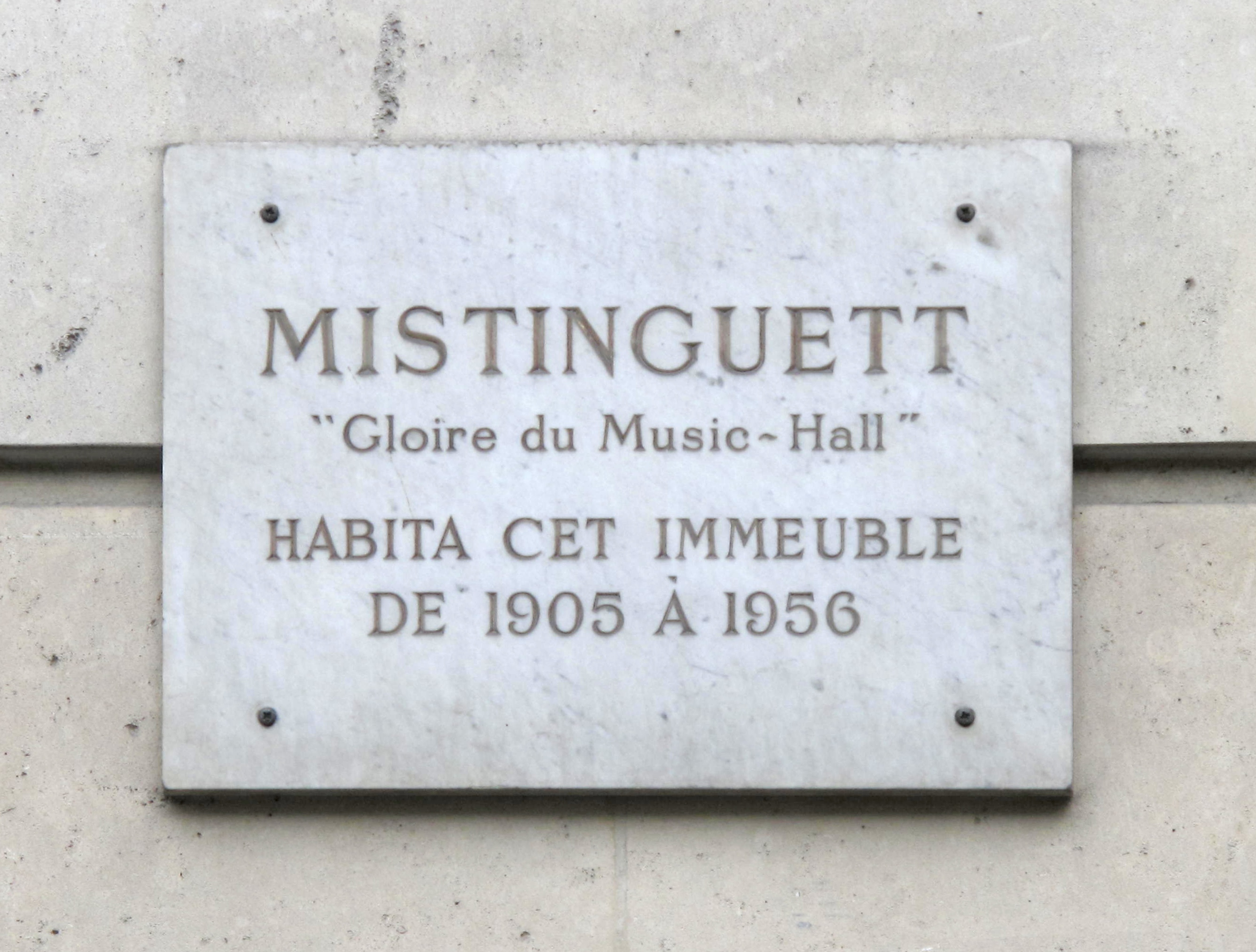
24, boulevard des Capucines à Paris.

- Le compositeur Jose Padilla rend hommage à Mistinguett dans plusieurs œuvres, parmi lesquelles : Miss Tanguett et Le Tango de Miss, tango acrobatique dansé par elle-même.
- Dalida fait référence à Mistinguett dans l'une de ses chansons qui s'intitule Comme disait Mistinguett (Jean-Jacques Debout). Cette chanson française est connue également sous le titre C'est vrai.
- Une plaque a été posée sur l'immeuble qu'elle avait habité au numéro 24 du boulevard des Capucines dans le 9e arrondissement de Paris.
- À Montpellier, une allée a été baptisée Jeanne Bourgeois Dite Mistinguett[28].
- En 2006, la ville d'Enghien-les-Bains rend un hommage à Mistinguett[29]. Des festivités multiples sont organisées, réunissant de multiples formes d'expression artistique. Les activités du festival incluent la projection du film Mistinguett : mon Enghien[30], produit pour l'occasion par Gaumont Pathé Archives et réalisé par Christian Lamet. Ce documentaire inédit constitué d'archives et de documents rares a également fait l'objet d'un DVD en série limitée[réf. nécessaire].
- Sa chanson Il m'a vue nue peut être entendue dans le film La Môme, sorti en 2007.
- Charlène Duval propose, en février 2013, un nouveau spectacle entièrement consacré au répertoire oublié de Mistinguett dans Mistinguett, Et puis c'est tout !
- Albert Cohen crée en 2014 une nouvelle comédie musicale en hommage à Mistinguett intitulé Mistinguett, reine des années folles.

### Spectacles sur Mistinguett
- 2001 : Mistinguett, la dernière revue de Franklin Le Naour[31] et Jérôme Savary, avec Liliane Montevecchi, Jean-Marc Thibault et Ginette Garcin, mise en scène Jérôme Savary, Opéra-Comique[32].
- 2014-2016 : Mistinguett, reine des années folles, spectacle musical d'Albert Cohen, Casino de Paris, Comédia